# C-Clown
C-Clown (en hangul, 씨클라운; abreviación de Crown Clown) fue un grupo masculino surcoreano del sello Yedang Entertainment. Estaba compuesto por seis miembros: Rome, Siwoo, Ray, Kang Jun, T.K y Maru. El grupo se disolvió el 5 de octubre de 2015 después de estar juntos durante tres años, debido a la finalización del contrato de sus integrantes.

## Historia
Antes de su debut en C-Clown, T.K. filmó un anuncio de televisión de Pepero en 2009. T.K. era también aprendiz de Cube Entertainment; era miembro original del grupo BTOB y filmó junto a ellos un sitcom I Live in Cheongdam-Dong, pero se fue del grupo debido a una condición médica. Otro miembro, Rome, participó en el Let's Go Dream Team! Season 2 para los dos episodios que los recién llegados regresan a la escena del entretenimiento.

### 2012-2013:Not Alone,Young LoveyShaking Heart
C-Clown lanzó su EP debut Not Alone con el sencillo «Solo» el 18 de julio de 2012. Al siguiente día hicieron su actuación debut en M! Countdown de Mnet.
El 15 de noviembre del mismo año, ellos lanzaron su segundo EP titulado Young Love. Rado, Kim Tae Ju, y Yong Jun Hyung de Beast participaron en la producción del álbum.
C-Clown publicó su tercer EP Shaking Heart con el sencillo principal del mismo nombre. En el álbum, el grupo muestra diferentes géneros musicales los que se utilizaron en sus discos anteriores. Yong Jun Hyung de Beast participó en la producción del álbum, otra vez, en la canción «Do You Remember» en colaboración con ALi, el lanzamiento original fue el 2 de abril de 2013, como un sencillo digital.

### 2014:Tell Me,Justice,yLet's Love
La banda pre-lanzó su sencillo «Tell Me» cinco días antes de su regreso oficial. Finalmente lanzaron su sencillo «Justice» en febrero mostrando su nuevo estilo. El 7 de julio de 2014, C-Clown hizo otro regreso, publicando el vídeo musical de la canción «Let's Love».

### 2015: Hiatus y disolución
En abril de 2015, Rome cambió su nombre de usuario de Instagram a «@christianyu_» y borró todas sus fotos. Cambió la descripción de su cuenta por «Me convertí en algo que no soy. Nunca olvidaré lo que hice por ti», el más tarde acortó a «nunca... olvidar...» Con esas acciones se planteó que posiblemente se disolvía el grupo o el por lo menos estaba dejando el grupo, pero todo permanecía oscuro.
El 13 de agosto de 2015, Rome volvió a Instagram y escribió otro mensaje el cual dejó duda sobre el futuro del grupo.
El 4 de octubre de 2015, Yedang Entertainment anunció la disolución del grupo. Los canales SNS oficiales (excepto YouTube), incluyendo el fan café oficial de C-Clown, tuvieron un período de gracia de un mes desde el 5 de octubre de 2015 y luego se privatizaron. Rome confirmó eso a través de varios tuits en su Twitter. Yedang Entertainment dijo el sexto miembro del grupo se mantendrá bajo su agencia, otros miembros trabajarán como productores en la agencia, así mientras que los otros se están preparando para formar un nuevo grupo.

## Integrantes
| Miembro      | Miembro | Nombre de nacimiento | Nombre de nacimiento | Fecha de nacimiento                | Lugar de nacimiento                    | Posición                             |
| Romanización | Hangul  | Romanización         | Hangul/Hanja         | Fecha de nacimiento                | Lugar de nacimiento                    | Posición                             |
| ------------ | ------- | -------------------- | -------------------- | ---------------------------------- | -------------------------------------- | ------------------------------------ |
| Rome         | 롬      | Yu Ba Rom            | 유바롬               | 6 de septiembre de 1990 (34 años)  | Sídney, Nueva Gales del Sur, Australia | Líder, rapero, vocalista y bailarín  |
| Si Woo       | 시우    | Kim Tae Min          | 김태민               | 5 de mayo de 1993 (31 años)        | Gwangju, Corea del Sur                 | Vocalista y bailarín                 |
| Ray          | 레이    | Kim Hyun Il          | 김현일               | 19 de abril de 1994 (30 años)      | Kyungbuk, Pohang, Corea del Sur        | Vocalista y bailarín                 |
| Kang Jun     | 강준    | Kang Jun             | 강준                 | 21 de abril de 1994 (30 años)      | Mokpo, Corea del Sur                   | Vocalista y bailarín                 |
| T.K          | 티케이  | Yuki Takahashi       | 高橋ゆき             | 20 de diciembre de 1995 (29 años)  | Kioto, Japón                           | Rapero, vocalista y bailarín         |
| Maru         | 마루    | Lee Jae Joon         | 이재준               | 25 de septiembre de 1997 (27 años) | Cheongju, Corea del Sur                | Rapero, vocalista, bailarín y maknae |

## Discografía
Miniálbum / EP
- 2012: Not Alone
- 2012: Young Love
- 2013: Shaking Heart
- 2014: Let's Love

Sencillos
- 2012: «Solo»
- 2012: «Far Away ... Young Love»
- 2013: «Shaking Heart»
- 2014: «Justice»
- 2014: «Let's Love»